# Вопан (Вісконсин)
Вопан (англ. Waupun) — місто (англ. city) в США, в округах Додж і Фон-дю-Лак штату Вісконсин. Населення — 11 344 особи (2020).

## Географія
Вопан розташований за координатами 43°37′45″ пн. ш. 88°44′10″ зх. д. / 43.62917° пн. ш. 88.73611° зх. д. (43.629107, -88.736246).  За даними Бюро перепису населення США в 2010 році місто мало площу 11,50 км², з яких 11,36 км² — суходіл та 0,14 км² — водойми. В 2017 році площа становила 12,13 км², з яких 11,98 км² — суходіл та 0,16 км² — водойми.

## Демографія
Згідно з переписом 2010 року, у місті мешкало 11 340 осіб у 3485 домогосподарствах у складі 2259 родин. Густота населення становила 986 осіб/км².  Було 3703 помешкання (322/км²).
Расовий склад населення:
| - 84,7 % — білих - 12,2 % — чорних або афроамериканців - 1,2 % — корінних американців - 0,3 % — азіатів - 0,2 % — вихідців з тихоокеанських островів |

До двох чи більше рас належало 0,9 %. Частка іспаномовних становила 1,9 % від усіх жителів.
За віковим діапазоном населення розподілялося таким чином: 17,6 % — особи молодші 18 років, 69,5 % — особи у віці 18—64 років, 12,9 % — особи у віці 65 років та старші. Медіана віку мешканця становила 36,4 року. На 100 осіб жіночої статі у місті припадало 156,2 чоловіків;  на 100 жінок у віці від 18 років та старших — 168,9 чоловіків також старших 18 років.
Середній дохід на одне домашнє господарство  становив 57 543 долари США (медіана — 50 145), а середній дохід на одну сім'ю — 73 556 доларів (медіана — 69 089). Медіана доходів становила 45 032 долари для чоловіків та 37 014 долари для жінок. За межею бідності перебувало 8,6 % осіб, у тому числі 9,0 % дітей у віці до 18 років та 5,5 % осіб у віці 65 років та старших.
Цивільне працевлаштоване населення становило 4669 осіб. Основні галузі зайнятості: виробництво — 22,3 %, освіта, охорона здоров'я та соціальна допомога — 21,1 %, роздрібна торгівля — 13,1 %, публічна адміністрація — 12,1 %.